# Rina Morelli
Rina Morelli (Elvira Morelli, Nápoles, 6 de diciembre de 1908 - Roma, 17 de julio de 1976) fue una actriz italiana de teatro, cine y de doblaje, además pareja escénica y en vida del actor Paolo Stoppa (1906 - 1988).

## Vida y obra
Hija de los actores Amilcare y Narcisa Brillanti, debutó a los siete años en Muerte civil de Ermete Zacconi protagonizada por su padre Amilcare.
Su primer éxito fue Liliom de Ferenc Molnár, se unió a la compañía del Teatro Eliseo de Roma donde actuó en obras de Shakespeare, Puget, entre otros.
En la posguerra trabajó durante dos décadas junto a Luchino Visconti que la dirigió en Antígona de Jean Anouilh, El zoo de cristal de Tennessee Williams, A puerta cerrada de Jean Paul Sartre, Muerte de un viajante, de Arthur Miller, Los padres terribles de Jean Cocteau y Un tranvía llamado Deseo primero junto a Vittorio Gassman y luego Paolo Stoppa.
También con Visconti hizo en teatro El jardín de los cerezos, Tres hermanas, Tío Vania de Antón Chéjov, y obras de Shakespeare, Testori, Arthur Miller, etc.También sobre las tablas pero en un registro más comercial protagonizó el estreno en Italia en 1945 de la célebre comedia Arsenic and Old Lace (1945).
En cine participó en más de 50 películas recordándosela como la Princesa Maria Stella Salina de El gatopardo y la madre de Tullio en El inocente, ambas de Visconti.
Dobló al italiano a muchas actrices de Hollywood para la pantalla grande como Geraldine Page, Katharine Hepburn, Ginger Rogers, Gene Tierney, Carole Lombard, Judy Holliday, Judy Garland, etc.

## Teatro
- Un uomo che ispira fiducia de Paul Armont, estreno en el Teatro Carignano de Turín el 20 de octubre de 1931.
- Tifo! de Celso Maria Poncini y Roberto Biscaretti di Ruffia, estreno en el Teatro Politeama Chiarella de Turín el 18 de mayo de 1932.
- Sogno di una notte di mezza estate de William Shakespeare, dirección de Max Reinhardt, Jardín de Boboli en Florencia el 31 de mayo de 1933.
- La rappresentazione di Santa Uliva de Ildebrando Pizzetti, dirección de Jacques Copeau, Claustro de la Basílica de la Santa Cruz de Florencia, 5 de junio de 1933.
- Aminta de Torquato Tasso, dirección de Renato Simoni y Corrado Pavolini, Jardín de Boboli de Florencia el 1 de junio de 1939.
- Parenti terribili de Jean Cocteau, dirección de Luchino Visconti (1945).
- Antigone de Jean Anouilh, dirección de Luchino Visconti (1945).
- A porte chiuse de Jean-Paul Sartre, dirección de Luchino Visconti (1945).
- Lo zoo di vetro de Tennessee Williams, dirección de Luchino Visconti (1946).
- Rosalinda o Come vi piace de William Shakespeare, dirección de Luchino Visconti (1948).
- Un tram che si chiama desiderio di Tennessee Williams, dirección de Luchino Visconti (1949).
- Oreste di Vittorio Alfieri (1949), dirección de Luchino Visconti.
- Troilo e Cressida de William Shakespeare (1949), dirección de Luchino Visconti.
- Morte di un commesso viaggiatore de Arthur Miller (1951), dirección de Luchino Visconti.
- Il seduttore de Diego Fabbri (1951), dirección de Luchino Visconti.
- La locandiera di Carlo Goldoni (1952), dirección de Luchino Visconti.
- Tre sorelle de Anton Chejov (1952), dirección de Luchino Visconti.
- Zio Vanja de Anton Chejov (1955), dirección de Luchino Visconti.
- L'impresario di Smirne de Carlo Goldoni (1957), dirección de Luchino Visconti.
- Uno sguardo dal ponte de Arthur Miller(1958), dirección de Luchino Visconti.
- Immagini e tempi di Eleonora Duse (1958), dirección de Luchino Visconti.
- I ragazzi della signora Gibbons de Will Glickman y Joseph Stein (1958), dirección de Luchino Visconti.
- Figli d'arte de Diego Fabbri (1959), dirección de Luchino Visconti.
- L'arialda de Giovanni Testori (1960), dirección de Luchino Visconti.
- Il tredicesimo albero de André Gide (1963), dirección de Luchino Visconti.
- Il giardino dei ciliegi de Anton Chejov (1965), dirección de Luchino Visconti.
- O tuono e Marzo de Eduardo De Filippo (1975).

## Prosa radiofónica RAI
- La fierecilla domada de William Shakespeare, dir. de Guglielmo Morandi, transmitida el 30 de mayo de 1946.
- Antígona de Jean Anouilh, dir. de Guglielmo Morandi, transmitida el 19 de junio de 1946.
- Favola di Natale de Ugo Betti, dir. de Anton Giulio Majano, transmitida el 19 de enero de 1948.
- Il vezzo di perle di Sem Benelli, dir. de Alberto Casella, transmitida el 23 de enero de 1950.
- Giovanna D'Arco di Charles Péguy, dir. de Anton Giulio Majano, transmitida el 15 de mayo de 1950.
- Cándida de George Bernard Shaw, dir. de Guglielmo Morandi, transmitida el 26 de febrero de 1951.
- El arpa de hierba de Truman Capote, dir. de Anton Giulio Majano, transmitida el 22 de junio de 1956.
- La madre de Karel Čapek, dir. de Alessandro Fersen, transmitida el 18 de noviembre de 1959.